# Karl Sablotzke
Karl Sablotzke (* um 1932; † 27. Februar 1985 in Flensburg) war ein deutscher Opernsänger (Bariton, später Tenor).

## Leben
Sablotzke absolvierte sein Gesangsstudium am Krefelder Konservatorium und an der Musikhochschule Köln bei Clemens Glettenberg. Sein erstes Engagement trat er 1956 als Bariton am Stadttheater Hagen an. Von 1958 bis 1960 sang er am Stadttheater Zürich. In der Spielzeit 1959/60 wirkte er dort in der Oper Sonnwendnacht von Nikolai Rimski-Korsakow mit. 1960 wechselte er als festes Ensemblemitglied an die Oper Köln, wo er bis 1969 blieb. In Köln sang Sablotzke ein umfangreiches, breit gefächertes Repertoire, das insbesondere die Opernwerke des 19. Jahrhunderts und der Moderne umfasste. Zu seinen Kölner Rollen gehörten u. a. die Titelpartie in Rigoletto, Don Carlo in Die Macht des Schicksals, Paolo Albiani in Simone Boccanegra, Escamillo in Carmen, Donner in Das Rheingold, der Musiklehrer in Ariadne auf Naxos, der Bojar Schaklowity in Chowanschtschina, Mr. Redburn in Billy Budd und der Ökonomierat Scharf in Der junge Lord.
Von 1969 bis 1971 war er erneut Ensemblemitglied am Stadttheater Hagen. Hier vollzog er den Stimmfachwechsel zum Tenor. Er sang fortan das jugendlich-dramatische Tenorfach, das er später bis hin zum Heldentenor erweiterte. Sein Tenor-Debüt erfolgte 1973 am Staatstheater Kassel mit der Partie des Max in der Oper Der Freischütz. 1974 sang er dort den Herodes in Salome, mit Johanna-Lotte Fecht (Titelpartie, später am Opernhaus Nürnberg engagiert) und Margarete Ast (Herodias) als Partnerinnen.  Bis 1975 gehörte er fest zum Kasseler Ensemble. Gleichzeitig war er ab 1974 (seit der Gründung des Theaters) bis zu seinem Tod 1985 Mitglied des Schleswig-Holsteinischen Landestheater in Flensburg. An seinem Flensburger Stammhaus übernahm er eine Vielzahl von Partien, fast ausschließlich immer Hauptrollen. Er trat dort u. a. als Florestan in Fidelio, als Gustavo/Richard III. in Ein Maskenball (1974, zur Eröffnung des Flensburger Hauses), als Othello, als Canio in Der Bajazzo, Lohengrin (Spielzeit 1980/81; Premiere: Mai 1981), als Siegmund in Die Walküre und als Samson auf.
Zur Eröffnung der Spielzeit 1980/81 sang er in einer Neuproduktion der Ariadne auf Naxos (Premiere: September 1980) den Bacchus, dem er „durch seinen sicher geführten und heldisch-ebenmäßigen Tenor hervorragendes stimmliches Profil“ verlieh. In der Spielzeit 1981/82 übernahm er am Theater Flensburg den Don José in einer Neuinszenierung der Oper Carmen (Premiere: Mai 1982); „anfangs etwas behäbig, ging er erst im letzten Akt ganz aus sich heraus.“ In der Spielzeit 1983/84 (Premiere: Mai 1984) war er am Flensburger Theater der Präsident von Walter in der Oper Kabale und Liebe von Gottfried von Einem. Seine letzte Opernrolle sang er in Flensburg in der Spielzeit 1984/85. Es war der Windmüller Klas in der Oper Enoch Arden von Ottmar Gerster, die im November 1984 ihre Premiere hatte. Sablotzke war ein „vor allem im vierten Bild mit auftrumpfenden Höhen präsenter“ Darsteller, der „auf der Haben-Seite zu verbuchen“ war. Am 6. November 1984 war er mit dieser Partie zum letzten Mal zu hören. Sablotzke starb am 27. Februar 1985; sein genaues Alter wurde in den Nachrufen nicht angegeben.
Sablotzke galt als „verdienter Heldentenor“ und „geschätzter Sänger“ des dramatischen Fachs, der das Heldentenorfach in Flensburg „mit imponierenden stimmlichen Mitteln“ sang. Seine Stimme verfügte über ein „resonanzreiches Tiefen- und Mittellagenfundament“, außerdem über eine „voll ausgeprägte, kernige und strahlkräftige Höhe“.
Seine Stimme ist in einigen wenigen Tonaufnahmen dokumentiert. Bei dem italienischen Label Urania wurde 2009 Ferruccio Busonis Oper Turandot auf CD veröffentlicht, in der Sablotzke die Partie des Pantalone singt. Dabei handelt es sich um einen Rundfunkmitschnitt des Schweizer Rundfunks (Berner Symphonieorchester, Dirigent: Otto Ackermann) aus dem Jahre 1959.  Das Label Living Stage veröffentlichte außerdem einen Live-Mitschnitt von Das Rheingold aus der Oper Köln, der im Mai 1962 bei der Premiere anlässlich der zu Wagners 149. Geburtstag angesetzten Neuinszenierung (Regie: Wieland Wagner) entstand, und in dem Sablotzke als „als solider Donner, der insbesondere den Gewitterzauber recht ordentlich bewältigt“, zu hören ist; Wolfgang Sawallisch leitete damals das Kölner Gürzenich-Orchester. Außerdem existieren private Live-Mitschnitte aus dem Flensburger Theater.